# Verenigde Iraakse Alliantie
De Verenigde Iraakse Alliantie, door Irakezen ook wel Het sjiitische huis en de lijst van de geestelijken genoemd is een grote coalitie van verschillende partijen, mede samengesteld door de belangrijkste sjiitische geestelijke in Irak, grootayatollah al-Sistani, die een enorme aanhang heeft. Onder andere de belangrijke sjiitische groepering SCIRI maakt er deel van uit. Dat wil niet zeggen dat de kandidaten op de lijst sterk islamitisch zijn. Het Iraaks Nationaal Congres (INC) van Ahmed Chalabi is seculier. 

## Bekende leden van de partij
- Ibrahim Jaafari, huidige minister-president van Irak
- Ahmad Chalabi, leider van het Iraaks Nationaal Congres (INC)